# 라페 (음식)
라페(버마어: လက်ဖက်) 또는 라페 소(버마어: လက်ဖက်စို)는 미얀마의 찻잎 절임이다. 땅속에 묻어 발효시킨 찻잎을 절여 만든다.

## 이름
버마어 "라페(လက်ဖက်)"는 "차"를 뜻하는 "레(လက်)"와 "잎"을 뜻하는 "페(ဖက်)"의 합성어로, "찻잎"을 뜻하는 말이다. "마른 찻잎"을 뜻하는 "라페 차우(လက်ဖက်ခြောက်)"와 "젖은 찻잎"을 뜻하는 "라페 소(လက်ဖက်စို)"로 나뉘는데, 앞엣것은 차로 마시기 위한 말린 찻잎을, 뒤엣것은 음식으로 먹는 절인 찻잎을 가리킨다. 버마어에서 "라페"라 하면 보통 "라페 소"를 가리킨다.

## 사진 갤러리

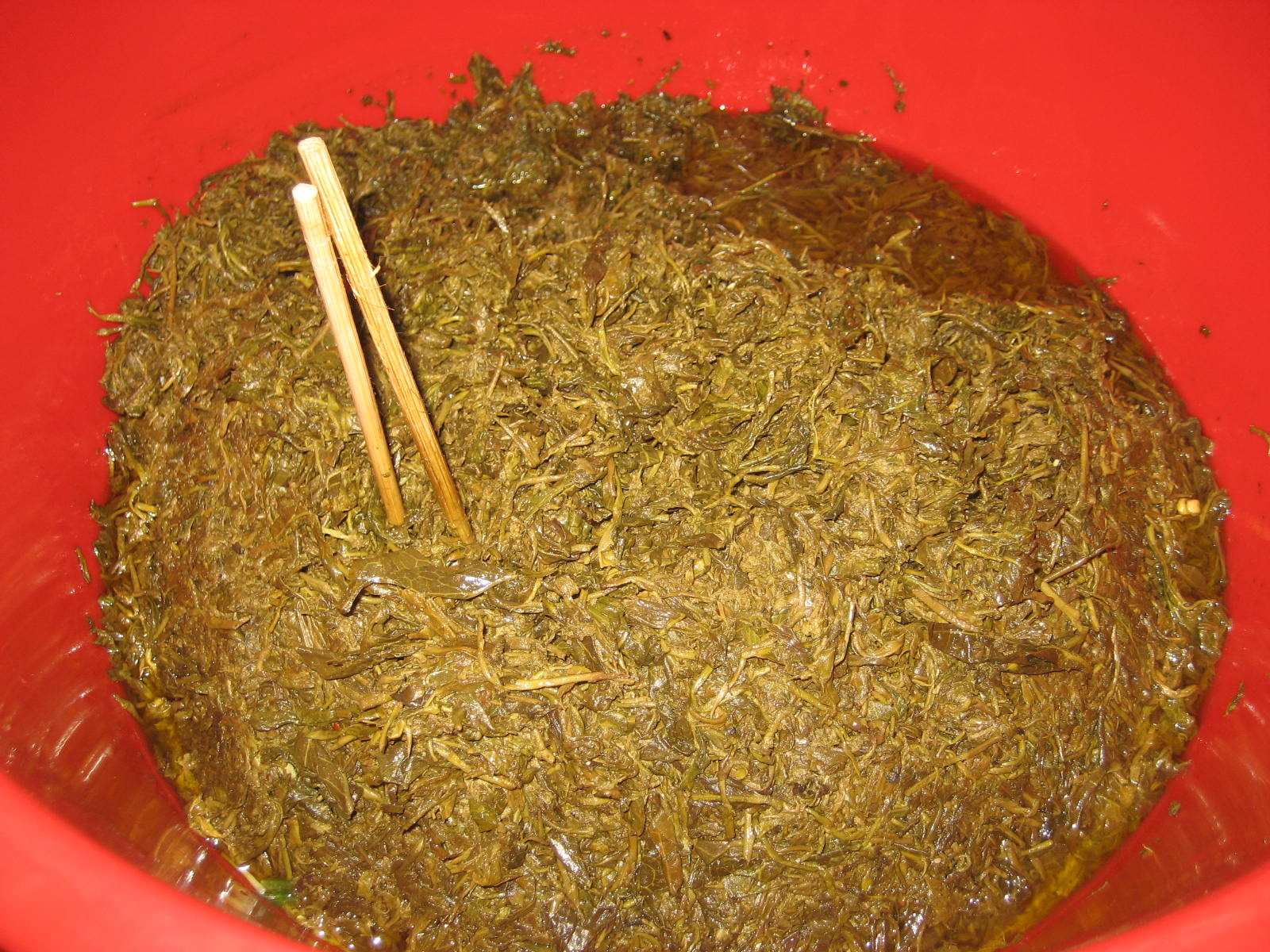
라페
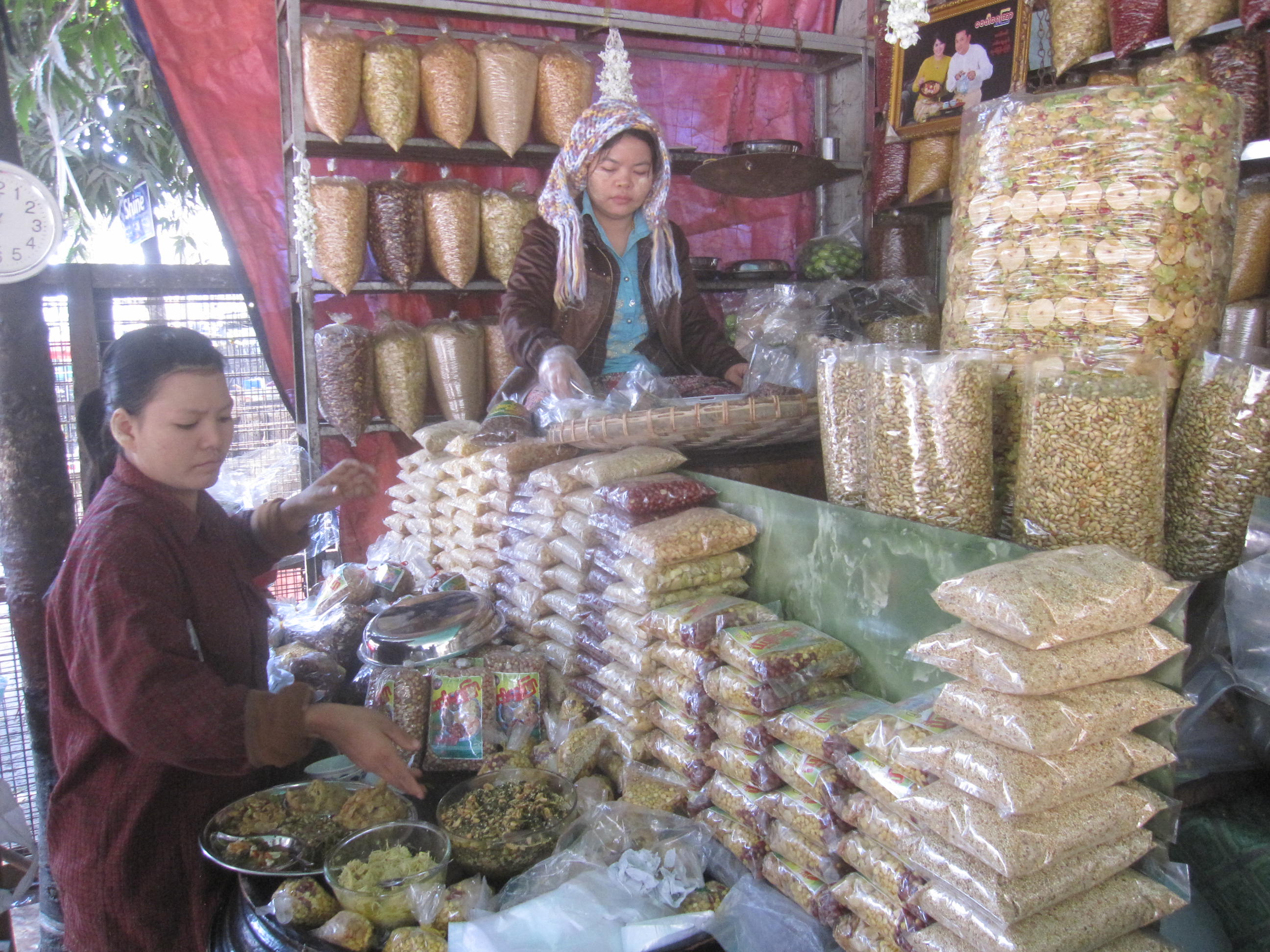
라페 매대

## 같이 보기
- 라페 톳